# Гроув Сити (Охајо)
Гроув Сити (енгл. Grove City) град је у америчкој савезној држави Охајо.

## Демографија
По попису из 2010. године број становника је 35.575, што је 8.5 (31,4%) становника више него 2000. године.
| Група             | 2000.          | 2010.          |
| Белци             | 25.836 (95,4%) | 32.438 (91,2%) |
| Афроамериканци    | 418 (1,5%)     | 997 (2,8%)     |
| Азијати           | 163 (0,6%)     | 455 (1,3%)     |
| Хиспаноамериканци | 318 (1,2%)     | 912 (2,6%)     |
| Укупно            | 27.075         | 35.575         |